# Puurijärvi (sjö i Kumo, Satakunta)
Puurijärvi är en sjö i kommunen Kumo i landskapet Satakunta i Finland. Sjön ligger 43,4 meter över havet. Arean är 3,65 kvadratkilometer och strandlinjen är 15,38 kilometer lång. Sjön  ingår i Kumo älvs huvudavrinningsområde.   Den ligger omkring 44 kilometer sydöst om Björneborg och omkring 180 kilometer nordväst om Helsingfors. 
I sjön finns ön Saukonsaari. Söder om Puurijärvi ligger Puurijärvi-Isosuo nationalpark. 